# Nusa ramicosa
Nusa ramicosa là một loài ruồi trong họ Asilidae. Nusa ramicosa được Loew miêu tả năm 1871. Loài này phân bố ở vùng Cổ Bắc giới.